# UTC−02:30
UTC−02:30 est un fuseau horaire, en retard de 2 heures et 30 minutes sur UTC. La seule utilisation qui en est faite a lieu durant la période de l'heure d'été, dans la province Canadienne de Terre-Neuve-et-Labrador

## Zones concernées

### Toute l'année
Aucune zone n'utilise UTC-02:30 toute l'année.
- Brésil :  Ceará

### Heure d'hiver (hémisphère nord)
Aucune zone n'utilise UTC-02:30 pendant l'heure d'hiver (dans l'hémisphère nord) et UTC-01:30 à l'heure d'été.

### Heure d'hiver (hémisphère sud)
Aucune zone n'utilise UTC-02:30 pendant l'heure d'hiver (dans l'hémisphère sud) et UTC-01:30 à l'heure d'été.

### Heure d'été (hémisphère nord)
Les zones suivantes utilisent UTC−02:30 pendant l'heure d'été (dans l'hémisphère nord) et UTC-03:30 à l'heure d'hiver.
- Canada :  Terre-Neuve-et-Labrador (île de  Terre-Neuve, sud-est du  Labrador).

À l'heure d'hiver, la province canadienne utilise le fuseau horaire UTC-3:30 ; en conséquence, UTC−02:30 ne correspond à aucune heure légale sur Terre pendant la moitié de l'année.

### Heure d'été (hémisphère sud)
Aucune zone n'utilise UTC-02:30 pendant l'heure d'été (dans l'hémisphère sud) et UTC-03:30 à l'heure d'hiver.

## Nom
Ce fuseau horaire est aussi connu sous le nom de « Newfoundland Daylight Time » (littéralement « heure d'été de Terre-Neuve ») ou par le sigle correspondant, « NDT ».